# Trenton Gill
Trenton Gill (Hillsborough, 1º gennaio 1999) è un giocatore di football americano statunitense che milita nel ruolo di punter per i Chicago Bears della National Football League (NFL).

## Carriera

### Chicago Bears
Al college Gill giocò a football all'Università statale della Carolina del Nord. Fu scelto nel corso del settimo giro (255º assoluto) del Draft NFL 2022 dai Chicago Bears. Nella sua stagione da rookie disputò tutte le 17 partite, calciando 63 punt a una media di 40,9 yard l'uno.